# Ferjáncz Attila
Ferjáncz Attila, Ferjáner (Budapest, 1946. július 12. – 2016. április 23.) magyar raliversenyző, örökös magyar bajnok, sportvezető.

## Életpályája
Autóversenyzői pályafutását 1964-ben a Műegyetem rakparton megrendezett autós ügyességi versenyen kezdte, ahol a táv egy részét műszaki okok miatt tolatva teljesítette. 1964-től 1966-ig Bodnár György navigátorral egy Wartburggal indult a raliversenyeken. 1966-ban az 1000 cm³-es géposztályban nyerte első magyar bajnoki címét. 1967-ben új társsal versenyzett Zsembery Jenő személyében, egy Opel Kadett Coupéval, amellyel ismét kategóriájának legjobbja lett a magyar bajnokságban. Még ebben az évben Magyarországra került 3 db Renault 8 Gordini versenyautó, melyek közül az egyiket Ferjáncz vezethette.
1968-ban az akkori szabályok szerint nyugati gyártású kocsival nem lehetett elindulni a magyar versenyeken, így egy Skodával indult a hazai futamokon, ahol a sok meghibásodás miatt nem sikerült bajnokságot nyernie. Eközben a nemzetközi porondon a Renault-val egyre jobb eredményeket, kategóriagyőzelmeket értek el. 1969-ben Ferjáncz saját tulajdonába került a R8 Gordini, mellyel 1969, 1970, 1971 bajnoka lett.
A 70-es években minden szezonban sikerült újabb bajnoki címekhez jutni, míg az autók továbbra is a Renault gyárból kerültek ki (R12 Gordini, Renault Alpine, R17 Gordini, R5 Alpine). 1974-ben megszerezték a magyar rali történetének első Eb-futamgyőzelmét Bulgáriában, és összesítésben 4. helyezést értek el az Európa-bajnokságon. Ennek a szezonnak a végén Zsembery Jenő befejezte versenyzői pályafutását. Helyére Iriczfalvy Ferenc, majd 1977-től dr. Tandari János került a navigátorülésébe. Tandarival ismét sikerült visszaverekednie magát Európa élmezőnyébe: 1979-ben a 10., 1981-ben a 3., 1984-ben a 7., 1986-ban a 3., 1987-ben az 5. helyen végeztek az Európa-bajnoki összesítésben. Mindeközben a magyar bajnokságban is több bajnoki címet szerzett különböző Renault-típusokkal, majd Audi Quattróval és Lancia Delta Integraléval. Tandari 1992-ben visszavonult, helyére Tóth Csaba került.
Ferjáncz 1998-ig versenyzett. Pályafutása során két Európa-bajnoki bronzérmet, 23 Eb-futamgyőzelmet, 32 OB győzelmet (ebből 29 rali, 3 hegyi bajnokság). Az év magyar autóversenyzője volt 1972, 1974–1982, 1986 és 1987-ben. Az Autósport Örökös Magyar Bajnoka. 1981-ben a Sportérdemérem arany fokozatának kitüntetettje. 2000-ben kimagasló pályafutása elismeréseként a Magyar Köztársasági Érdemrend lovagkeresztje kitüntetésben részesült.
Versenyzői pályafutása után, 1999-től a Magyar Nemzeti Autósport Szövetség (MNASZ) elnöke lett 2007-ig, majd 2008 decemberétől újra ezt a posztot töltötte be. 2000-től a Magyar Nemzeti Sportszövetség elnökségének a tagja volt.

## Eredményei

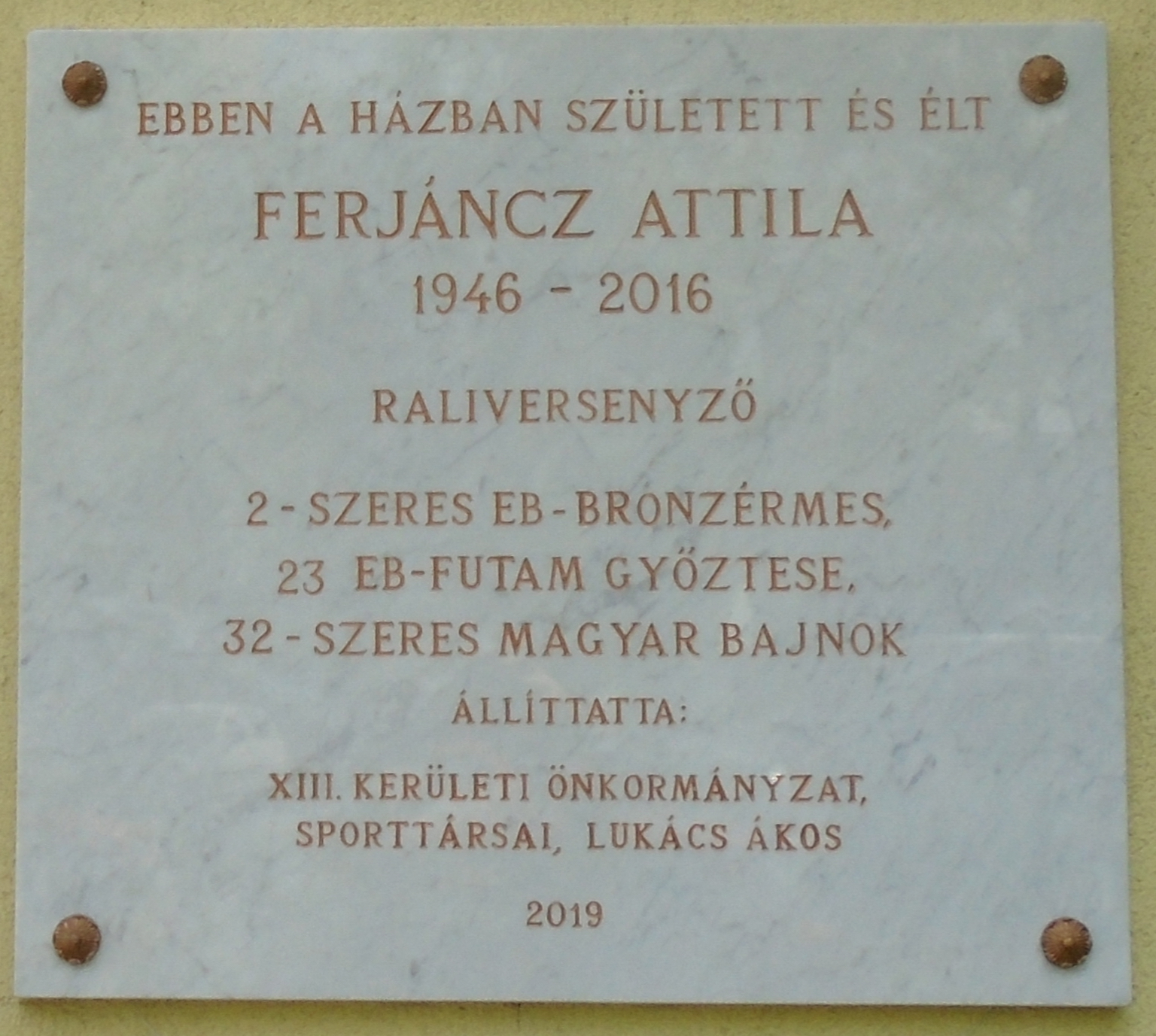
Emléktáblája Budapest XIII. kerületében

### Helyezései a magyar ralibajnokságban
| Év   | Osztály      | Helyezés | Navigátor         | Autó                                    | Csapat                 |
| 1965 | 1000 cm³     | 3.       |                   | Wartburg                                | VTSK                   |
| 1966 | 1000 cm³     | 1.       | Bodnár György     | Wartburg                                | VTSK                   |
| 1967 | 1300 cm³     | 1.       | Zsembery Jenő     | Opel Kadett/Renault Gordini             | Magyar Autó Klub       |
| 1968 | 1000 cm³     | 5.       | Zsembery Jenő     | Skoda MB                                | Bp. Volán              |
| 1969 | 1600 cm³     | 1.       | Zsembery Jenő     | Renault 8 Gordini                       | Bp. Volán              |
| 1969 | Abszolút     | 1.       | Zsembery Jenő     | Renault 8 Gordini                       | Bp. Volán              |
| 1970 | +1150 cm³    | 1.       | Zsembery Jenő     | Renault 8 Gordini                       | Bp. Volán              |
| 1971 | 1600 cm³     | 1.       | Zsembery Jenő     | Renault 8 Gordini                       | Bp. Volán              |
| 1971 | Abszolút     | 1.       | Zsembery Jenő     | Renault 8 Gordini                       | Bp. Volán              |
| 1972 | 1600 cm³     | 1.       | Zsembery Jenő     | Renault 12 Gordini                      | Bp. Volán              |
| 1972 | Abszolút     | 1.       | Zsembery Jenő     | Renault 12 Gordini                      | Bp. Volán              |
| 1973 | 1600 cm³     | 1.       | Zsembery Jenő     | Renault 12 Gordini                      | Bp. Volán              |
| 1973 | Abszolút     | 1.       | Zsembery Jenő     | Renault 12 Gordini                      | Bp. Volán              |
| 1974 | GT +1600 cm³ | 1.       | Zsembery Jenő     | Renault 12 Gordini/ Renault Alpine A110 | Bp. Volán              |
| 1974 | Abszolút     | 2.       | Zsembery Jenő     | Renault 12 Gordini/ Renault Alpine A110 | Bp. Volán              |
| 1975 | GT +1600 cm³ | 1.       | Iriczfalvi Ferenc | Renault Alpine                          | Bp. Volán              |
| 1975 | Abszolút     | 1.       | Iriczfalvi Ferenc | Renault Alpine                          | Bp. Volán              |
| 1976 | GT +1600 cm³ | 1.       | Iriczfalvi Ferenc | Renault 17 Gordini                      | Bp. Volán              |
| 1976 | Abszolút     | 1.       | Iriczfalvi Ferenc | Renault 17 Gordini                      | Bp. Volán              |
| 1977 | +1600 cm³    | 1.       | Tandari János     | Renault 17 Gordini                      | Bp. Volán              |
| 1977 | Abszolút     | 1.       | Tandari János     | Renault 17 Gordini                      | Bp. Volán              |
| 1978 | 1600 cm³     | 1.       | Tandari János     | Renault 5 Alpine                        | Bp. Volán              |
| 1978 | Abszolút     | 1.       | Tandari János     | Renault 5 Alpine                        | Bp. Volán              |
| 1979 | 1600 cm³     | 1.       | Tandari János     | Renault Gordini                         | Bp. Volán              |
| 1979 | Abszolút     | 1.       | Tandari János     | Renault Gordini                         | Bp. Volán              |
| 1980 | 1600 cm³     | 1.       | Tandari János     | Renault 5 Alpine                        | Bp. Volán              |
| 1980 | Abszolút     | 1.       | Tandari János     | Renault 5 Alpine                        | Bp. Volán              |
| 1981 | 1600 cm³     | 1.       | Tandari János     | ?                                       | Bp. Volán              |
| 1981 | Abszolút     | 1.       | Tandari János     | ?                                       | Bp. Volán              |
| 1982 | 1600 cm³     | 1.       | Tandari János     | Renault 5 Alpine                        | Bp. Volán              |
| 1982 | Abszolút     | 1.       | Tandari János     | Renault 5 Alpine                        | Bp. Volán              |
| 1985 | B +1600 cm³  | 1.       | Tandari János     | Renault 5 Turbo                         | Váci ASE               |
| 1985 | B csoport    | 1.       | Tandari János     | Renault 5 Turbo                         | Váci ASE               |
| 1985 | Abszolút     | 1.       | Tandari János     | Renault 5 Turbo                         | Váci ASE               |
| 1990 | A +1600 cm³  | 1.       | Tandari János     | Lancia                                  | Novotrade Navigátor SE |
| 1990 | A csoport    | 1.       | Tandari János     | Lancia                                  | Novotrade Navigátor SE |
| 1990 | Abszolút     | 1.       | Tandari János     | Lancia                                  | Novotrade Navigátor SE |
| 1991 | A/10         | 2.       | Tandari János     | Lancia Delta Integrale                  | Váci ASE               |
| 1991 | A csoport    | 2.       | Tandari János     | Lancia Delta Integrale                  | Váci ASE               |
| 1991 | Abszolút     | 2.       | Tandari János     | Lancia Delta Integrale                  | Váci ASE               |
| 1992 | A/10         | 4.       | Tandari János     | Lancia Delta Integrale                  | Váci ASE               |
| 1992 | A csoport    | 6.       | Tandari János     | Lancia Delta Integrale                  | Váci ASE               |
| 1992 | Abszolút     | 5        | Tandari János     | Lancia Delta Integrale                  | Váci ASE               |
| 1993 | A/10         | 2.       | Tóth Csaba        | ?                                       | Váci ASE               |
| 1993 | A csoport    | 2.       | Tóth Csaba        | ?                                       | Váci ASE               |
| 1993 | Abszolút     | 2.       | Tóth Csaba        | ?                                       | Váci ASE               |
| 1994 | A/10         | 3.       | Tóth Csaba        | Ford Escort                             | Váci ASE               |
| 1994 | A csoport    | 3.       | Tóth Csaba        | Ford Escort                             | Váci ASE               |
| 1994 | Abszolút     | 3.       | Tóth Csaba        | Ford Escort                             | Váci ASE               |
| 1995 | A/8          | 3.       | Tóth Csaba        | Ford Escort                             | Váci ASE               |
| 1995 | A csoport    | 4.       | Tóth Csaba        | Ford Escort                             | Váci ASE               |
| 1995 | Abszolút     | 3.       | Tóth Csaba        | Ford Escort                             | Váci ASE               |
| 1996 | A/8          | 6.       | Tóth Csaba        | Ford Escort                             | Váci ASE               |
| 1997 | Formula 2000 | 4.       | Tóth Csaba        | Renault Megane                          | Váci ASE               |

1965
- Magyar rali bajnokság, 1000 cm³: 3. hely[6]
  - Balaton kupa, 1000 cm³: 3. hely[7]
  - Cordatic Rallye, 1000 cm³: 5. hely[8]
  - Magyar Rali bajnokság 4. verseny, Visegrád, 1000 cm³: 5. hely[9]
- XXV. Rajd Polski (Eb futam): ?. hely[10]

1966
- Magyar rali bajnokság
  - József Attila-kupa, 1000 cm³: 2. hely[11]
  - Balaton-kupa, 1000 cm³: 2. hely[12]
- Pneumant rallye (NDK): kiesett[13]
- Vltava rallye (Csehszlovákia): ?

1967
- Magyar rali bajnokság 1300 cm³: 1. hely[14]
  - Rába Kupa, 1300 cm³: 1. hely; abszolút: 2. hely (Opel)[15]
  - Cordatic Rallye, 1300 cm³: 1. hely; abszolút: 1. hely (Renault Gordini)[16]
  - Balaton kupa, 1300 cm³: 1. hely (Opel)[17]
- 4. Castrol-Duna Rallye, 1300 cm³: 6. hely (Renault Gordini)[18]
- München-Wien-Budapest rallye: 9. hely[19]

1968
- Magyar Rali bajnokság, 1000 cm³: 5. hely[20]
  - Mecsek rallye, 1000 cm³: 2. hely; abszolút: 2. hely (Skoda MB)[21]
- Pneumant rallye (NDK): 2. hely[22]
- Sachsenring rallye (NDK), 1300 cm³: 1. hely, abszolút: 7. hely (Renault Gordini)[23]

1969
- Magyar rali bajnokság, 1600 cm³: 1. hely, abszolút: 1. hely[24]
  - Mecsek rallye, 1600 cm³: 1. hely; abszolút: 1. hely (Renault Gordini)[25]
  - Visegrád, 1600 cm³: 1. hely; abszolút: 1. hely (Renault Gordini)[26]
  - Rába rallye, 1600 cm³: 1. hely (Renault Gordini)[27]
  - Cordatic rallye, 1600 cm³: 1. hely; abszolút: 1. hely (Renault Gordini)[28]
  - Volán rallye, 1600 cm³: 1. hely; abszolút: 1. hely (Renault Gordini)[29]
- München-Wien-Budapest rallye, 1300 cm³: 1. hely; abszolút: 11. hely[30]

1970
- Magyar rali bajnokság, +1150 cm³: 1. hely[31]
  - Mecsek rallye, +1150 cm³: 1. hely; abszolút: 1. hely (Renault 8 Gordini)[32]
  - Visegrád, +1150 cm³: 1. hely (Renault 8 Gordini)[33]
  - Cordatic rallye, +1150 cm³: 1. hely; abszolút: 1. hely (Renault 8 Gordini)[34]
  - Volán rallye, +1150 cm³: 1. hely; abszolút: 1. hely (Renault 8 Gordini)[35]
- Duna rallye (Eb futam) 1300 cm³: 1. hely; abszolút: 10. hely (Renault 8 Gordini)[36]
- München-Wien-Budapest rallye, abszolút: 7. hely (Renault 8 Gordini)[37]

1971
- Magyar rali bajnokság, 1600 cm³: 1. hely; abszolút: 1. hely 
  - Mecsek rallye, 1600 cm³: 1. hely; abszolút: 1. hely (Renault Gordini)[38]
  - Visegrád, 1600 cm³: 1. hely; abszolút: 1. hely (Renault Gordini)[39]
  - Rába rallye, 1600 cm³: 1. hely; abszolút: 1. hely (Renault Gordini)[40]
  - Cordatic rallye, 1600 cm³: 1. hely; abszolút: 1. hely (Renault Gordini)[41]
  - Volán rallye, 1600 cm³: 1. hely; abszolút: 1. hely (Renault Gordini)[42]
- Rajd Polski (Eb futam), kategória: 1. hely, abszolút: 4. hely (Renault Gordini)[43]
- Szlovák rallye, 1300 cm³: 1. hely; abszolút: 2. hely (Renault Gordini)[44]
- Wartburg rallye: feladta (vezérműlánc-szakadás) [45]

1972
- Magyar rali bajnokság, 1600 cm³: 1. hely; abszolút: 1. hely
  - Mecsek rallye, 1600 cm³: 1. hely; abszolút: 1. hely (Renault 12 Gordini)[46]
  - Rába rallye, 1600 cm³: 1. hely; abszolút: 1. hely (Renault 12 Gordini)[47]
  - Cordatic rallye: feladta (kettős defekt és futómű)[48]
  - Volán rallye, 1600 cm³: 1. hely; abszolút: 1. hely (Renault 12 Gordini)[49]
- Rajd Polski (Eb futam), kategória: 2. hely, abszolút: 4. hely (Renault 12 Gordini)[50]
- München-Wien-Budapest rallye (Eb futam), kategória: 1. hely, abszolút: 2. hely (Renault 12 Gordini)[51]

1973
- Magyar rali bajnokság, 1600 cm³: 1. hely; abszolút: 1. hely[52]
  - Mecsek rallye, 1600 cm³: 1. hely, abszolút: 1. hely (Renault 12 Gordini)[53]
  - Áfor rallye, 1600 cm³: 1. hely, abszolút: 1. hely (Renault 12 Gordini)[54]
  - Taurus rally, 1600 cm³: 1. hely, abszolút: 1. hely (Renault 12 Gordini)[55]
  - Volán rallye, 1600 cm³: 1. hely, abszolút: 1. hely (Renault 12 Gordini)[56]
- Európa-bajnokság: 5. helyezés[57]
  - YU rallye, 2. hely (Renault 12 Gordini)[58]
  - Semperit rallye, abszolút: 10. hely (Renault 12 Gordini)[59]
  - Aranyhomok rallye, kategória: 1. hely, abszolút: 3. hely (Renault 12 Gordini)[60]
  - Vltava rally, feladta (Renault 12 Gordini)[61]
  - München-Wien-Budapest rallye, kategória: 1. hely, abszolút: 3. hely (Renault 12 Gordini)[62]

1974
- Magyar rali bajnokság, GT +1600 cm³: 1. hely, abszolút: 2. hely[63]
  - Mecsek rallye, 1600 cm³: 1. hely, abszolút: 1. hely (Renault 12 Gordini)[64]
  - Taurus rallye, feladta
  - Volán rallye, +1600 cm³: 1. hely, abszolút: 1. hely (Renault Alpine A110)[65]
- Magyar hegyi gyorsasági bajnokság, 9. géposztály: 1. hely, abszolút: 2. hely[66]
- Európa-bajnokság: 
  - Elba rallye, 14. hely (Renault Alpine A110)[67]
  - YU rallye, kiesett
  - Aranyhomok rallye, 1. hely (Renault 12 Gordini)[68]
  - Rajd Polski, 7. hely (Renault 12 Gordini)[69]
  - Taurus rallye, feladta (Renault Alpine A110)
  - Semperit rallye

1975
- Magyar rali bajnokság, GT +1600 cm³: 1. hely, abszolút: 1. hely[70]
  - Mecsek rallye, GT +1600 cm³: 1. hely, abszolút: 1. hely (Renault Alpine)[71]
  - Volán rallye, GT +1600 cm³: 1. hely, abszolút: 1. hely (Renault Alpine)[72]
  - Taurus rallye, kiesett: futómű (Renault Alpine)[73]
  - Bükk rallye, GT +1600 cm³: 1. hely, abszolút: 1. hely (Renault Alpine)[74]
- Magyar hegyi gyorsasági bajnokság: +1600 cm³: 1. hely, abszolút: 1. hely
  - Pécs, +1600 cm³: 1. hely, abszolút: 2. hely (Renault Alpine)[75]
  - Visegrád, +1600 cm³: 1. hely, abszolút: 1. hely (Renault Alpine)[76]
  - Miskolc, +1600 cm³: 1. hely, abszolút: 1. hely (Renault Alpine)[77]
  - Visegrád, +1600 cm³: 1. hely, abszolút: 1. hely (Renault Alpine)[78]
  - Visegrád, +1600 cm³: 1. hely, abszolút: 1. hely (Renault Alpine)[79]
- Európa-bajnokság 
  - Elba rallye, feladta: kormánymű (Renault Alpine)[80]
  - Aranyhomok rallye, feladta: sebességváltó[81]
  - Rajd Polski, feladta[82]
- Tatra rallye, 7. hely (Renault Alpine)[83]

1976
- Magyar rali bajnokság, GT +1600 cm³: 1. hely, abszolút: 1.hely
- Mecsek rallye, GT +1600 cm³: 1. hely, abszolút: 1. hely (Renault 17 Gordini)[84]
- Volán rallye, feladta (féltengely)[85]
  - Taurus rallye, GT +1600 cm³: 1. hely, abszolút: 1. hely (Renault 17 Gordini)
  - Nyírség rallye, GT +1600 cm³: 1. hely, abszolút: 1. hely (Renault 17 Gordini)[86]
  - Bükk rallye, GT +1600 cm³: 1. hely, abszolút: 1. hely (Renault 17 Gordini)[87]
- Magyar hegyi gyorsasági bajnokság: 
  - Visegrád, +1600 cm³: +1600 cm³: 1. hely, abszolút: 1. hely (Renault 17 Gordini)[88]
- Európa-bajnokság: 29. hely[89]
  - Aranyhomok rallye, 3. hely (Renault 17 Gordini)[90]
  - Rajd Polski, feladta (féltengely)[91]
  - Duna rally, feladta
  - Taurus rallye, 2. hely (Renault 17 Gordini)[92]
- Sachsenring rally, 3. hely (Renault 17 Gordini)[93]
- Orosz tél rallye, feladta[94]

1977
- Magyar rali bajnokság, 8. kategória: 1. hely, abszolút: 1.hely[95]
  - Mecsek rallye, feladta (motorhiba)[96]
  - Volán rallye, 8. kategória: 1. hely, abszolút: 1.hely, navigátor: Keresztesi József (Renault 17 Gordini)[97]
  - Főtaxi—Wynn´s rallye, 8. kategória: 1. hely, abszolút: 1.hely, navigátor: Tandari János (Renault 12 Gordini)[98]
  - Nyírség rallye, 8. kategória: 1. hely, abszolút: 1.hely, navigátor: Tandari János (Renault 12 Gordini)[99]
  - Taurus rallye, 8. kategória: 1. hely, abszolút: 1.hely, navigátor: Tandari János (Renault 17 Gordini)[100]
- Európa-bajnokság: 
  - Januar rallye, 15. hely (Renault 17 Gordini)[101]
  - Costa Brava rallye, 10. hely (Renault 17 Gordini)[102]
  - YU rallye, feladta[103]
  - Aranyhomok rallye, 3. hely, navigátor: Tandari János[104]
  - Rajd Polski, feladta (dugattyú)[105]
  - Duna rallye, feladta
  - Taurus rallye, 1. hely (Renault 17 Gordini)
- Tatra rallye, feladta (fékcső) (Lada)[106]

1978
- Európa-bajnokság: 
  - Januar rallye, 7. hely (Renault 17 Gordini)[107]

## Díjai, elismerései
- Az év magyar autóversenyzője (1972, 1974–1982, 1986, 1987)
- Az Autósport Örökös Magyar Bajnoka
- Sportérdemérem arany fokozat (1981)
- A Magyar Köztársasági Érdemrend lovagkeresztje (2000)
- A Nemzeti Sportszövetség Különdíja (2011)

## Emlékezete
- Emléktáblája áll szülőházán, a XIII. kerületi Szegedi út 58-on. Az emléktáblát 2019-ben avatták fel.[108]